# Sculptură populară (Ghidighici)
Sculptură populară este un ansamblu de sculpturi vernaculare amplasat în Ghidighici, municipiul Chișinău, Republica Moldova. Este un monument de artă de importanță locală inclus în Registrul monumentelor Republicii Moldova ocrotite de stat cu nr. 429 (municipiul Chișinău). Până în mai 2025, era considerat un monument de artă de importanță națională.